# Alberto Di Mauro
Alberto Di Mauro (Catania, 10 aprile 1974) è un ex cestista italiano.
Guardia-ala piccola di 198 cm, ha giocato per due stagioni in Serie A1 con la Viola Reggio Calabria. È considerato tra i cestisti più importanti che abbiano vestito la maglia del Cus Catania.

## Caratteristiche tecniche
I suoi punti di forza erano la forza fisica, la reattività e la velocità. Proprio per questo, in attacco si trovava bene a concludere i contropiede e in penetrazione anche a difesa schierata, chiudendo anche con l'arresto e tiro. Senza palla, sapeva sfruttare i blocchi e i tagli backdoor. In difesa, era decisivo perché, grazie alle mani veloci, andava in anticipo con aggressività su uomo e pallone e aveva un saldo positivo nel rapporto tra palloni recuperati e persi.

## Carriera
(Massimiliano Fiasconaro, 14 ottobre 2009)
Cresciuto nelle giovanili del Gad Etna, passa alla Viola Reggio Calabria per 200 milioni. Gioca nelle giovanili reggine dal 1989 al 1994, l'ultimo anno in doppio tesseramento con la Don Bosco di Serie C. Nel 1994-95 è in Serie C1 con il CUS Catania. Esordisce poi in Serie A con la Viola. Torna nella squadra della sua città nel 1997-1998.
Nell'agosto 1998 passa al Basket Cefalù, in Serie B, con cui conquista il terzo posto in regular season e la squadra conclude in semifinale dei play-off contro Trapani. Durante la stagione successiva, Cefalù conquista la promozione in Serie B1 dopo gli spareggi di Rieti e anche nella terza serie nazionale la squadra si fa valere, sfiorando la promozione persa solo dopo gli spareggi contro Montegranaro e Pavia.
Ha giocato in seguito anche a Forlì sponda Libertas e a Caserta. In Campania, ha problemi fisici sin dalla preparazione. Decide quindi di smettere.
Nel 2006-07 scende in C regionale, per tornare a Cefalù, con cui vince il campionato. Nel 2009-10 è al Sant'Agata Basket, in Serie C regionale.

## Statistiche

### Presenze e punti nei club
Statistiche aggiornate al 30 giugno 2012
| Stagione          | Squadra                   | Competizione | Partite | Partite | Partite | Statistiche tiro | Statistiche tiro | Statistiche tiro | Altre statistiche | Altre statistiche | Altre statistiche | Altre statistiche | Altre statistiche |
| Stagione          | Squadra                   | Competizione | Pres.   | Titol.  | Minuti  | Tiri da 2        | Tiri da 3        | Liberi           | Rimb.             | Assist            | Rubate            | Stopp.            | Punti             |
| ----------------- | ------------------------- | ------------ | ------- | ------- | ------- | ---------------- | ---------------- | ---------------- | ----------------- | ----------------- | ----------------- | ----------------- | ----------------- |
| 1993-1994         | Don Bosco Reggio Calabria | Serie C1     | 19      |         |         |                  |                  |                  | 43                | 6                 | 35                |                   | 266               |
| 1994-1995         | CUS Catania               | Serie C1     | 17      |         |         |                  |                  |                  | 90                | 11                | 43                |                   | 386               |
| '95-feb. '96      | Viola Reggio Calabria     | Serie A1     | 6       | 0       | 29      | 2/4              | 0/2              | 1/2              | 2                 | 0                 | 1                 | 0                 | 5                 |
| ott. '96-mar. '97 | Viola Reggio Calabria     | Serie A1     | 6       | 0       | 23      | 1/4              | 0/3              | 2/2              | 2                 | 0                 | 1                 | 0                 | 4                 |
| 1997-1998         | INA Assitalia Catania     | Serie C1     | 29      |         |         |                  |                  |                  | 19                | 4                 | 15                |                   | 474               |
| 1998-1999         | Pesce Azzurro Cefalù      | Serie B2     | 25      |         | 715     | 100/155          | 15/40            | 80/103           | 74                | 3                 | 68                |                   | 331               |
| 1999-2000         | Pesce Azzurro Cefalù      | Serie B2     | 23      |         | 598     | 92/136           | 7/30             | 76/108           | 115               | 14                | 46                |                   | 285               |
| 2000-2001         | Città di Cefalù           | Serie B1     | 20      |         |         |                  |                  |                  | 68                | 6                 | 22                |                   | 255               |
| 2001-2002         | Alfa Macchine Forlì       | Serie B1     | 15      |         |         |                  |                  |                  | 33                | 0                 | 16                |                   | 88                |
| 2002-2003         | LBL Caserta               | Serie B1     | 23      |         |         |                  |                  |                  | 30                | 6                 | 14                |                   | 139               |
| 2003-2004         | Confcommercio Patti       | Serie B1     |         |         |         |                  |                  |                  |                   |                   |                   |                   |                   |
| 2006-2007         | Real Basket Cefalù        | Serie C2     |         |         |         |                  |                  |                  |                   |                   |                   |                   |                   |
| 2009-2010         | Sant'Agata Basket         | Serie C2     |         |         |         |                  |                  |                  |                   |                   |                   |                   |                   |
| Totale carriera   |                           |              |         |         |         |                  |                  |                  |                   |                   |                   |                   |                   |

## Palmarès
- Promozione dalla Serie B2 alla Serie B1: 1
Basket Cefalù: 1999-2000
- Promozione dalla Serie C2 alla Serie C1: 1
  - Real Basket Cefalù: 2006-2007